# Поднятая целина (фильм, 1959—1961)
«Поднятая целина» — советский трёхсерийный цветной художественный фильм, поставленный на киностудии «Ленфильм» в 1959—1961 годах режиссёром Александром Ивановым по одноимённому роману Михаила Шолохова.
Премьера фильма в СССР состоялась 27 апреля 1960 года (1 и 2 серии), 29 апреля 1961 года (3 серия).

## Сюжет
В станицу Гремячий Лог из Ленинграда приезжает коммунист-двадцатипятитысячник Семён Давыдов и начинает проводить коллективизацию. Ему помогают председатель сельсовета Андрей Размётнов и секретарь партийной ячейки Макар Нагульнов. Кулаки и подкулачники активно сопротивляются этому процессу. Главный враг коллективизации — есаул Половцев — не устаёт вредить колхозникам. Но в числе колхозников есть и скрытый враг — Яков Лукич Островнов, который втёрся к ним в доверие. Не сразу осознают крестьяне преимущества колхозной жизни. В частности, крестьянин Кондрат Майданников долго и болезненно рвал пуповину, связывавшую его с единоличным хозяйством, прежде чем пришёл в колхоз вместе со всем своим имуществом.

## В главных ролях
| Актёр             | Роль                                                |
| ----------------- | --------------------------------------------------- |
| Пётр Чернов       | председатель колхоза Семён Давыдов                  |
| Евгений Матвеев   | секретарь партячейки Макар Нагульнов                |
| Фёдор Шмаков      | председатель сельсовета Андрей Степанович Размётнов |
| Владимир Дорофеев | дед Щукарь                                          |
| Людмила Хитяева   | Лукерья Никитична Нагульнова (Лушка)                |
| Пётр Глебов       | есаул Александр Анисимович Половцев                 |
| Виктор Чекмарёв   | Яков Лукич Островнов                                |
| Леонид Кмит       | Григорий Матвеевич Банник                           |
| Олег Ярошенко     | Тимофей Фролович Дамасков (Рваный)                  |
| Иосиф Кутянский   | Кондрат Христофорович Майданников                   |
| Людмила Егорова   | Варвара Харламова                                   |
| Андрей Абрикосов  | кузнец Ипполит Сидорович Шалый                      |
| Николай Крючков   | Устин Михайлович Рыкалин                            |
| Игорь Дмитриев    | подпоручик Вацлав Августович Лятьевский             |

## Съёмочная группа
- Сценарий — Юрия Лукина, Фёдора Шахмагонова
- Постановка режиссёра — Александра Иванова
- Главный оператор — Вячеслав Фастович
- Режиссёр — В. Степанов
- Художники — Николай Суворов, Абрам Векслер (3-я серия)
- Композиторы — Олег Каравайчук, Юрий Левитин (3-я серия)
- Звукооператор — Георгий Салье